# Taiwan i olympiska vinterspelen 2022
Taiwan deltog i de olympiska vinterspelen 2022 i Peking i Kina mellan den 4 och 20 februari 2022 under namnet Kinesiska Taipei.
Huang Yu-ting och Ho Ping-jui var Taiwans fanbärare vid öppningsceremonin. Den alpina skidåkaren Lee Wen-yi var landets fanbärare vid avslutningsceremonin.

## Alpin skidåkning
| Idrottare   | Gren             | Åk 1    | Åk 1      | Åk 2             | Åk 2             | Totalt           | Totalt           |
| Idrottare   | Gren             | Tid     | Placering | Tid              | Placering        | Tid              | Placering        |
| ----------- | ---------------- | ------- | --------- | ---------------- | ---------------- | ---------------- | ---------------- |
| Ho Ping-jui | Herrarnas slalom | DNF     | DNF       | Gick inte vidare | Gick inte vidare | Gick inte vidare | Gick inte vidare |
| Lee Wen-yi  | Damernas slalom  | 1.36,49 | 58        | 1.09,55          | 50               | 2.46,04          | 50               |

## Hastighetsåkning på skridskor
| Idrottare     | Gren             | Final   | Final     |
| Idrottare     | Gren             | Tid     | Placering |
| ------------- | ---------------- | ------- | --------- |
| Huang Yu-ting | Damernas 500 m   | 39,23   | 26        |
| Huang Yu-ting | Damernas 1 000 m | 1.17,35 | 24        |
| Huang Yu-ting | Damernas 1 500 m | 2.00,78 | 26        |

## Rodel
| Idrottare    | Gren            | Åk 1     | Åk 1      | Åk 2     | Åk 2      | Åk 3     | Åk 3      | Åk 4             | Åk 4             | Totalt   | Totalt    |
| Idrottare    | Gren            | Tid      | Placering | Tid      | Placering | Tid      | Placering | Tid              | Placering        | Tid      | Placering |
| ------------ | --------------- | -------- | --------- | -------- | --------- | -------- | --------- | ---------------- | ---------------- | -------- | --------- |
| Lin Sin-rong | Damernas singel | 1.01,550 | 32        | 1.01,057 | 29        | 1.01,004 | 30        | Gick inte vidare | Gick inte vidare | 3.03,611 | 31        |